# Stiropius wagneri
Stiropius wagneri är en stekelart som beskrevs av Whitfield 1988. Stiropius wagneri ingår i släktet Stiropius och familjen bracksteklar. Inga underarter finns listade i Catalogue of Life.